# Гвидо ван Росум
Гвидо ван Росум (хол. Guido van Rossum; Хаг, 31. јануар 1956) холандски је програмер и аутор програмског језика .

## Биографија
Рођен је и одрастао у Холандији. Године 1982. магистрирао је на Универзитету у Амстердаму, а затим радио у различитим истраживачким институцијама, укључујући холандски Национални институт за математику и рачунарске науке (CWI) из Амстердама, Национални институт за стандарде и технологију (NIST) из Гејтерсбурга и Корпорацију за националне истраживачке иницијативе (CNRI) из Рестона. Радио је на развоју програмског језика .
Од 2005. радио је за Google, где је провео половину свог времена развијајући језик Python. Дана 7. децембра 2012. напустио је Google. У јануару 2013. почео је да ради за Dropbox. У октобру 2019. напушта Dropbox и одлази у пензију. Дана 12. новембра 2020. објавио да излази из пензије да би се придружио одељењу за програмере у предузећу Microsoft. Тренутно носи титулу истакнутог инжењера у предузећу.